# البلاكوس
قرية البلاكوس هي إحدى القرى التابعة لمركز كوم حمادة في محافظة البحيرة في جمهورية مصر العربية. حسب إحصاءات سنة 2006، بلغ إجمالي السكان في البلاكوس 6152 نسمة، منهم 3143 رجل و3009 امرأة.

## التاريخ
قرية البلاكوس من القرى القديمة، فقد وردت في قوانين ابن مماتي وفي تحفة الإرشاد باسم «البلكوس» من أعمال حوف رمسيس. كما ورد اسمها في التحفة السنية لابن الجيعان مُحرّفًا «اللبكوش» ضمن أعمال البحيرة، وفي تاريخ سنة 1228هـ/1813م باسمها الحالي.